# 荻生駅
荻生駅（おぎゅうえき）は、富山県黒部市荻生にある富山地方鉄道本線の駅である。駅番号はT29。

## 歴史

### 年表
- 1922年（大正11年）11月5日：黒部鉄道の駅として開業。
- 1943年（昭和18年）
  - 1月1日：富山県内の全鉄道会社が富山電気鉄道を中心とする富山地方鉄道（地鉄）に統合され、同社の黒部線となる。
  - 11月11日：旧黒部鉄道の路線は600Vから1500Vへの昇圧とプラットホーム改修等の工事が完了し、電鉄富山駅からの直通運転が開始された[1]。
- 1969年（昭和44年）8月1日：貨物営業を廃止[2]。
- 2019年（令和元年）12月25日：移転新築された駅舎の利用が開始[3]。

### 駅舎改築
2020年（令和2年）4月に市内の3つの中学校が統合し、旧桜井中学校敷地内で黒部市立明峰中学校が開校することとなり、駅利用者が100人以上増加することが見込まれるようになった。旧駅舎の待合室は12 m2でトイレは男女共用という手狭な状況にあり、また、通学時に踏切を渡る必要があったため、2017年（平成29年）3月、黒部市は、線路を挟んだ旧駅舎の反対側に駅舎およびホームの屋根を新築する計画を立てた。
総事業費約1億6千万円をかけて延べ約85 m2の駅舎（待合室およびトイレ）を新築したうえ、スロープや駐輪場も整備し、2019年（令和元年）12月25日に完成式を行い、同日利用開始。

## 駅構造
単式ホーム1面1線を有する地上駅。ホームの長さは65mで、41.5 mの屋根が設けられている。
かつては交換可能駅で、相対式ホーム2面2線を有する構造であったが、線路は撤去されている。廃止されたホームは、その跡が残っている。
旧駅舎は1922年の開業時から存在する木造駅舎であった。2020年1月以降解体。

## 利用状況
「統計黒部」によると、2019年度の一日平均乗降人員は72人であった。乗降人員は以下の通りである。
| 年度   | 一日平均 乗降人員 |
| ------ | ----------------- |
| 2003年 | 88                |
| 2004年 | 85                |
| 2005年 | 87                |
| 2006年 | 89                |
| 2007年 | 87                |
| 2008年 | 86                |
| 2009年 | 81                |
| 2010年 | 83                |
| 2011年 | 83                |
| 2012年 | 83                |
| 2013年 | 83                |
| 2014年 | 80                |
| 2015年 | 84                |
| 2016年 | 81                |
| 2017年 | 85                |
| 2018年 | 83                |
| 2019年 | 72                |
| 2020年 | 61                |
| 2021年 | 55                |
| 2022年 | 63                |

## 駅周辺
- 黒部市立桜井中学校
- 国土交通省北陸地方整備局 黒部河川事務所黒部川出張所

## 隣の駅
富山地方鉄道
■本線
■アルペン特急・■特急
通過
■急行（上りのみ運転）・■普通
東三日市駅 (T28) - 荻生駅 (T29) - 長屋駅 (T30)